# Болдвін (Канзас)
Болдвін (англ. Baldwin City) — місто (англ. city) в США, в окрузі Дуглас штату Канзас. Населення — 4826 осіб (2020).

## Географія
Болдвін розташований за координатами 38°46′39″ пн. ш. 95°11′15″ зх. д. / 38.77750° пн. ш. 95.18750° зх. д. (38.777506, -95.187480). За даними Бюро перепису населення США в 2010 році місто мало площу 6,83 км², з яких 6,79 км² — суходіл та 0,04 км² — водойми.

## Демографія
Згідно з переписом 2010 року, у місті мешкало 4515 осіб у 1501 домогосподарстві у складі 1011 родини. Густота населення становила 661 особа/км². Було 1665 помешкань (244/км²).
Расовий склад населення:
| - 93,4 % — білих - 2,1 % — чорних або афроамериканців - 0,7 % — корінних американців - 0,5 % — азіатів |

До двох чи більше рас належало 2,7 %. Частка іспаномовних становила 3,0 % від усіх жителів.
За віковим діапазоном населення розподілялося таким чином: 24,3 % — особи молодші 18 років, 63,8 % — особи у віці 18—64 років, 11,9 % — особи у віці 65 років та старші. Медіана віку мешканця становила 30,2 року. На 100 осіб жіночої статі у місті припадало 94,4 чоловіків; на 100 жінок у віці від 18 років та старших — 94,0 чоловіків також старших 18 років.
Середній дохід на одне домашнє господарство становив 81 367 доларів США (медіана — 51 718), а середній дохід на одну сім'ю — 110 183 долари (медіана — 84 107). Медіана доходів становила 52 074 долари для чоловіків та 36 776 доларів для жінок. За межею бідності перебувало 10,4 % осіб, у тому числі 8,8 % дітей у віці до 18 років та 11,8 % осіб у віці 65 років та старших.
Цивільне працевлаштоване населення становило 2366 осіб. Основні галузі зайнятості: освіта, охорона здоров'я та соціальна допомога — 33,8 %, будівництво — 12,9 %, мистецтво, розваги та відпочинок — 11,6 %, роздрібна торгівля — 11,5 %.